# Francesco Marchisano
Francesco Marchisano (Racconigi, 25 giugno 1929 – Roma, 27 luglio 2014) è stato un cardinale e arcivescovo cattolico italiano.

## Biografia
Ricevette l'ordine sacro il 29 giugno 1952. Dopo il completamento degli studi a Roma fu nominato aiutante di studio per la sezione dei Seminari e dal 3 giugno 1969 al 6 ottobre 1988 fu sotto-segretario della Congregazione per l'Educazione Cattolica. Il 6 ottobre 1988 fu nominato vescovo titolare di Populonia e segretario della Pontificia Commissione per la Conservazione del patrimonio artistico e storico della Chiesa.
Ricevette la consacrazione episcopale da papa Giovanni Paolo II nella basilica di San Pietro in Vaticano il 6 gennaio 1989. Il 4 maggio 1993 fu nominato presidente della Pontificia commissione per i beni culturali della Chiesa. Il 24 aprile 2002 fu nominato presidente della Fabbrica di San Pietro, arciprete della Basilica Vaticana e vicario generale di Sua Santità per la Città del Vaticano. Creato e pubblicato cardinale della diaconia di Santa Lucia del Gonfalone da Giovanni Paolo II nel concistoro del 21 ottobre 2003, dal 5 febbraio 2005 fu presidente dell'Ufficio del Lavoro della Sede Apostolica.
Partecipò al conclave del 2005 in cui fu eletto papa Benedetto XVI.
Il 26 aprile 2005 ha fondato Archiviato il 25 maggio 2019 in Internet Archive., insieme al Giornalista Vaticanista Gianluca Barile, l'Associazione Internazionale "TV ES PETRVS", con sede legale a Battipaglia (Salerno), che ha come finalità attività caritative e culturali in nome del Romano Pontefice. Il 14 settembre del 2007, su proposta dello stesso Barile, è diventato Cittadino Onorario di Battipaglia.
Fu membro della Congregazione per l'Educazione Cattolica, del Pontificio Consiglio della Cultura e della Pontificia Commissione per i Beni Culturali della Chiesa. Il 25 giugno 2009, al compimento dell'80º anno di età, perse il diritto di voto in un futuro conclave, divenendo così un cardinale non elettore. Secondo il Codice di Diritto Canonico, un cardinale che compie 80 anni non solo perde il diritto di partecipare al conclave, ma decade automaticamente da ogni ruolo ricoperto in seno alla Curia Romana.
Papa Benedetto XVI prorogò invece di qualche giorno il suo mandato, accogliendo le dimissioni dalla presidenza dell'Ufficio del Lavoro della Sede Apostolica il 3 luglio 2009. Gli succedette nel medesimo ruolo monsignor Giorgio Corbellini. Il 12 giugno 2014 optò per l'ordine presbiterale, mantenendo invariata la diaconia elevata pro illa vice a titolo presbiterale.
Si spense a Roma nel suo appartamento nel Palazzo di San Callisto verso le 10 del 27 luglio 2014 all'età di 85 anni. Le esequie si sono tenute il 30 luglio alle ore 8 all'Altare della Cattedra della basilica di San Pietro in Vaticano. La liturgia esequiale è stata celebrata dal cardinale Angelo Sodano, decano del Collegio cardinalizio. Al termine della celebrazione papa Francesco ha presieduto il rito dell'ultima commendatio e della valedictio. La salma è stata tumulata nella tomba del clero del cimitero di Racconigi.

## Genealogia episcopale
La genealogia episcopale è:
- Cardinale Scipione Rebiba
- Cardinale Giulio Antonio Santori
- Cardinale Girolamo Bernerio, O.P.
- Arcivescovo Galeazzo Sanvitale
- Cardinale Ludovico Ludovisi
- Cardinale Luigi Caetani
- Cardinale Ulderico Carpegna
- Cardinale Paluzzo Paluzzi Altieri degli Albertoni
- Papa Benedetto XIII
- Papa Benedetto XIV
- Papa Clemente XIII
- Cardinale Enrico Benedetto Stuart
- Papa Leone XII
- Cardinale Chiarissimo Falconieri Mellini
- Cardinale Camillo Di Pietro
- Cardinale Mieczysław Halka Ledóchowski
- Cardinale Jan Maurycy Paweł Puzyna de Kosielsko
- Arcivescovo Józef Bilczewski
- Arcivescovo Bolesław Twardowski
- Arcivescovo Eugeniusz Baziak
- Papa Giovanni Paolo II
- Cardinale Francesco Marchisano